# B. Traven

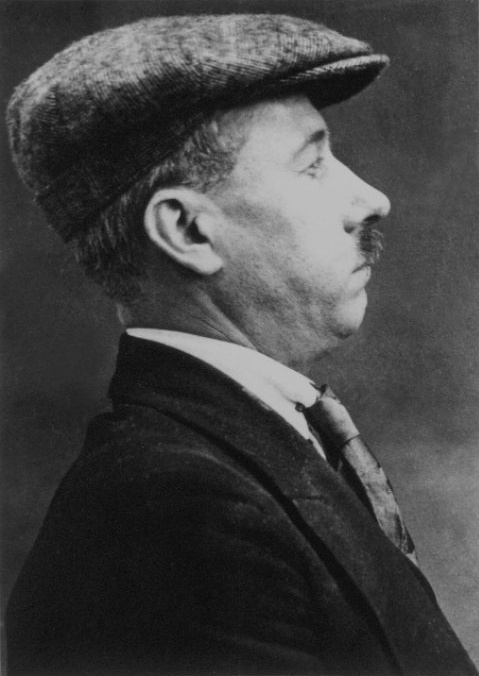
Ret Marut (London, 1923), waarschijnlijk de man achter het pseudoniem B. Traven

B. Traven (vermoedelijk 1890 - 26 maart 1969) is een raadselachtige schrijver die zijn verhalen in het Duits publiceerde. Er is heel weinig over hem bekend, omdat hij nooit interviews toestond en opzettelijk iedere poging tot demystificatie dwarsboomde. Over het algemeen wordt hij geïdentificeerd met Ret Marut, het pseudoniem van een Duitse schrijver die zich in anarchistische kringen bewoog.

## Thematiek
B. Traven werd beroemd met de romans das Totenschiff en Der Schatz der Sierra Madre, maar hij maakte zijn debuut met Die Baumwollpflücker in 1925. Het conflict tussen individu en staatsbureaucratie en identiteits-bewijs speelt een centrale rol in zijn romans. Maar met name in zijn Jungleverhalen spelen de corruptie van de autoriteiten en de opstand van de indianen en de boeren een belangrijke rol. In schrille kleuren schildert hij de wortels van de Mexicaanse Revolutie.

## Vermoedelijke biografie
Niet alleen over de identiteit van de schrijver bestaat veel onduidelijkheid, ook zijn biografie is in nevelen gehuld. De man die we als "B. Traven" kennen overleed in 1969 in Mexico. Hij stond officieel bekend als Bernhard Traven Torsvan en had het verhaal dat hij de autoriteiten verteld had oncontroleerbaar gemaakt. Volgens zijn papieren was hij geboren in 1892 in San Francisco, een stad die in 1905 volkomen was verwoest door een aardbeving, waardoor alle archieven verloren gingen. Zijn testament vermeldde echter dat hij in 1890 in Chicago geboren was.
Als hij dezelfde is als Ret Marut die van 1919 tot 1921 in het anarchistische tijdschrift Der Ziegelbrenner publiceerde, wat waarschijnlijk lijkt, zou hij, als deelnemer aan de Beierse Revolutie standrechtelijk worden geëxecuteerd, maar wist te ontvluchten en publiceerde zijn tijdschrift vanuit Keulen. In 1923 duikt zijn spoor op in de archieven van de Britse vreemdelingenpolitie; de foto van „Otto Feige“ uit Schwiebus is onmiskenbaar Traven. Men vermoedt dat Traven van hier naar Canada is vertrokken en vandaar naar Mexico.
De journalist Gerd Heidemann van de Stern ging in Mexico op onderzoek en schreef er artikels en een boek Postlagernd Tampico over, dat ook verfilmd werd als docudrama in vijf delen Im Busch von Mexiko.